# 광복 20년과 백범 김구
광복 20년과 백범 김구는 1973년 공개된 대한민국의 영화이다.

## 배역
- 박암
- 신성일
- 윤정희
- 이향